# 中国人民解放军陆军第二十九军
陆军第二十九军，是中国人民解放军陆军曾经的一个军。曾经历一次重组，两次裁撤。

## 沿革

### 第一次编成
1945年11月，新四军苏中军区第55、第57、第59、第61、第63团组成华中野战军第七纵队。12月参加高邮战役，攻克邵伯、郭村等地。
1947年2月，华中野战军第七纵队改称华东野战军第十一纵队，仍兼苏中军区。管文蔚任司令员，吉洛（姬鹏飞）任政治委员，胡炳云任副司令员兼参谋长，李干辉任政治部主任。下辖第31旅和由华中军区调来的第87、第89团，以及第1、第2、第9军分区，共3.1万余人，在苏中、苏北这些国民政府控制的后方进行作战。1947年4月参加淮沭李战役。5月，以第87、第89团和特务团组成第32旅。8月，第11纵队参加盐东战役，在兄弟部队配合下攻克盐城、阜宁等城镇。11月免兼苏中军区，归刚组建的华中指挥部指挥，与兄弟部队一起，攻克李堡、栟茶等据点。12月下旬参加盐南战役
1948年6月下旬，第11纵队参加涟水战役。同年冬参加淮海战役，先与兄弟部队一起阻击由徐州东援的国民党军第2、第13兵团，保障华东野战军主力围歼黄百韬兵团，随后在徐州以南进行追击和堵击作战，并参加围歼杜聿明集团的作战。
1949年2月，根据中央军委关于统一全军编制及部队番号的命令，华东野战军第十一纵队改称中国人民解放军第二十九军。胡炳云任军长，张藩任政治委员（后黄火星），段焕竞任副军长，梁灵光任参谋长（后黎有章），惠浴宇任政治部主任（后兰荣玉、刘毓标）。第31、第32、第33旅依次改称第85、第86、第87师，全军共3.3万余人，隶属第三野战军第10兵团。随后参加渡江战役、福建战役。1949年10月，1个团参加金门战役失利。此后，第29军驻防福建，执行剿匪等任务。
1950年11月，第29军军部改为军委铁道公安司令部，第85、第87师调归福建军区建制，第86师调归中国人民解放军空军，第29军番号撤销。

### 第二次编成
1969年，第29军又以福州军区部队在福建重建，番号为陆军第二十九军。1985年撤销。

## 编制
1985年撤编前，陆军第二十九军下辖：
- 军直部队
  - 高炮团
  - 地炮团
  - 坦克团
- 陆军第八十五师
- 陆军第八十六师
- 陆军第八十七师
- 福州军区守备第二师
- 福州军区守备第三师